# Burhard Maksimovič Berg
Burhard Maksimovič Berg (rusko Бу́рхард Макси́мович Берг), ruski general, * 1764, † 1838.
Bil je eden izmed pomembnejših generalov, ki so se borili med Napoleonovo invazijo na Rusijo; njegov portret je zato v Vojaški galeriji Zimskega dvorca.

## Življenje
9. januarja 1774 je kot vodnik vstopil v Voroneški pehotni polk; 9. decembra naslednje leto je bil povišan v zastavnika in bil kot mlajši adjutant dodeljen generalu Igelstriju. 
Udeležil se je bojev proti Turkom (1787-91) in danske ekspedicije (1799). 20. avgusta 1801 je bil povišan v polkovnika in bil poslan na šolanje za oskrbovalno službo. Leta 1805 je opravljal diplomatske naloge na Švedskem; istočasno pa je pripravil rusko izkrcanje v Švedski Pomeriji. V letih 1806-07 se je boril proti Francozom. 
12. avgusta 1807 je bil povišan v generalmajorja; v letih 1808-09 se je udeležil finske vojne. Ob pričetku patriotske vojne je bil imenovan za generalnega oskrbovalnega častnika Moldavske armade. 
7. julija 1813 je postal generalni oskrbovalni častnik Poljske armade. Po vojni je bil načelnik štaba 2. pehotnega korpusa in 23. junija 1819 je bil imenovan za poveljnika Viborga. 22. avgusta 1826 je bil povišan v generalporočnika. 